# Zöldhátú remetekolibri
A zöldhátú remetekolibri (Phaethornis guy) a madarak osztályának sarlósfecske-alakúak (Apodiformes) rendjébe és a kolibrifélék (Trochilidae) családjába tartozó faj.

## Rendszerezése
A fajt René Primevère Lesson francia ornitológus írta le 1833-ban, a Trochilus nembe Trochilus Guy néven.

## Alfajai
- Phaethornis guy apicalis (Tschudi, 1844)
- Phaethornis guy coruscus Bangs, 1902
- Phaethornis guy emiliae (Bourcier & Mulsant, 1846)
- Phaethornis guy guy (Lesson, 1833)[2]

## Előfordulása
Trinidad és Tobago, valamint Costa Rica, Panama, Kolumbia, Ecuador, Peru és Venezuela területén honos. A természetes élőhelye a szubtrópusi vagy trópusi síkvidéki és hegyi esőerdők, cserjések, valamint ültetvények. Állandó, nem vonuló faj.

## Megjelenése
Testhossza 13 centiméter, testtömege 4-7 gramm. Vékony görbe csőre van. A hím háta fémes zöld, a tojó szürke.
|  |  |

## Életmódja
A magányosan élő állat, nektárral és rovarokkal táplálkozik.

## Szaporodása
Fészkét növényi anyagokból levelekre rakja és  pókhálóval rögzíti.

## Természetvédelmi helyzete
Az elterjedési területe nagyon nagy, egyedszáma pedig ismeretlen. A Természetvédelmi Világszövetség Vörös listáján nem fenyegetett fajként szerepel.